# アル・チェインバーズ
- アル・チェンバース
- アル・チェンバーズ

アルバート・ユージーン・チェインバーズ（Albert Eugene Chambers, 1961年3月24日 - ）は、アメリカ合衆国ペンシルベニア州ハリスバーグ出身の元プロ野球選手（外野手）。左投左打。

## 経歴
1979年のMLBドラフト1巡目（全体1位）でシアトル・マリナーズから指名され、プロ入り。なお、ドラフト前には、アメリカンフットボールの選手としてアリゾナ州立大学から奨学金を提示されていた。
1983年にメジャーデビューを果たしてパワーヒッターとして期待されていたが、メジャーでは57試合に出場して2本塁打を放っただけで終わった。
1986年3月にマリナーズを自由契約となった後はヒューストン・アストロズ傘下、メキシカンリーグ3球団、シカゴ・カブス傘下を渡り歩いた。
また、1994年8月から1995年4月にかけてMLB史上最長のストライキが実施された影響で、1995年のスプリングトレーニングにはオーナー側の命令で代替選手としてシカゴ・ホワイトソックスのトレーニング施設に赴いて参加していた。
2004年にシアトル・タイムズのラリー・ストーンが書いた記事によれば、本人は「十分な機会を与えられなかった」「まずい組織にドラフトされた」と振り返ったという。

## 詳細情報

### 年度別打撃成績
| 年 度    | 球 団    | 試 合 | 打 席 | 打 数 | 得 点 | 安 打 | 二 塁 打 | 三 塁 打 | 本 塁 打 | 塁 打 | 打 点 | 盗 塁 | 盗 塁 死 | 犠 打 | 犠 飛 | 四 球 | 敬 遠 | 死 球 | 三 振 | 併 殺 打 | 打 率 | 出 塁 率 | 長 打 率 | O P S |
| -------- | -------- | ----- | ----- | ----- | ----- | ----- | -------- | -------- | -------- | ----- | ----- | ----- | -------- | ----- | ----- | ----- | ----- | ----- | ----- | -------- | ----- | -------- | -------- | ----- |
| 1983     | SEA      | 31    | 85    | 67    | 11    | 14    | 3        | 0        | 1        | 20    | 7     | 0     | 1        | 0     | 0     | 18    | 1     | 0     | 20    | 1        | .209  | .376     | .299     | .675  |
| 1984     | SEA      | 22    | 52    | 49    | 4     | 11    | 1        | 0        | 1        | 15    | 4     | 2     | 1        | 0     | 0     | 3     | 0     | 0     | 12    | 0        | .224  | .269     | .306     | .575  |
| 1985     | SEA      | 4     | 4     | 4     | 0     | 0     | 0        | 0        | 0        | 0     | 0     | 0     | 0        | 0     | 0     | 0     | 0     | 0     | 2     | 0        | .000  | .000     | .000     | .000  |
| MLB：3年 | MLB：3年 | 57    | 141   | 120   | 15    | 25    | 4        | 0        | 2        | 35    | 11    | 2     | 2        | 0     | 0     | 21    | 1     | 0     | 32    | 1        | .208  | .326     | .292     | .618  |

### 背番号
- 47（1983年 - 1984年）
- 23（1985年）